# 今城沙耶
今城 沙耶（いまじょう さや、1997年7月15日 - ）は日本の女優、歌い手、5人組アイドルユニット「カメトレ」の元メンバーである。
キープスマイリング所属。広島県出身。身長161cm。趣味はお絵描き。

## 来歴
2016年、舞台「君死にたまふことなかれ」に出演。
2017年、6月 校庭カメラアクトレスとして活動を開始。9月、短編映画『Girls Night Out』に出演。同作品は、第4回映画少年短編映画祭にて観客賞を受賞した。
2018年8月、舞台『スリーアウト〜プレイボール篇〜』に出演。カメトレのメンバー4人（真田、森下、園田、今城）での共演を果たす。
2019年5月、映画『賭ケグルイ』に出演。2020年6月3日、校庭カメラアクトレス改めカメトレが活動を終了。女優活動に専念する。
2020年6月、歌い手としての活動を開始。
2020年11月、舞台「放課後戦記2020」に出演。
2021年2月、舞台「KUROGOKU produce vol.７『DOLL』」に出演予定。
2021年8月をもって株式会社オフィス彩とのマネジメント契約が終了。同年9月よりShine Card所属となる。
2022年10月1日より有限会社キープスマイリング所属。
2025年6月、ミスFLASH2026にエントリー。

## 人物
- 中学と高校では演劇部に所属していた[10]。
- 大学に進学する人生が想像できず、勢いで上京しオフィス彩に入った[10]。
- 大のカレー好きである[10]。
  - 2020年10月のツイキャスにおいて、「最近はカレーよりもだし巻き卵が好き」と発言している[11]。
- 料理やお菓子作りも好きで、母の日にケーキを作り送ったこともある[12]。
- 好きなフルーツはバナナ[11]
- 好きなローマ字は "S"

## 出演

### ラジオ
- 東京ネットラジオ 大人の部活動 第9回放送（2017年5月20日） - 真田真帆と共に出演[13]
- 何とかしてもらっていいですか？（2021年2月）[14]
  - 友人である岸和田るかと共にメインパーソナリティを務めるラジオ番組。

### 映画
- Girls Night Out(2017年9月2日） - 杏 役
  - 第4回映画少年短編映画祭にて、観客賞を受賞[2]
- 映画 賭ケグルイ（2019年5月3日） - ビレ美 役[15]
- たとえば世界の終わり(2019年)
  - #平成最後映画の企画で作成されたオムニバス映画の一つ。監督は加藤綾佳。[16][17][18]
- ディストピア・サヴィア・ケース
  - 出演予定。監督は原智広[19][20][21][22]。
- 命が笑っている（2020年）[23]
  - 森下果音と共演。監督は松隆祐也[24][25]。
  - 第22回 長岡インディーズムービーコンペティション 奨励賞受賞
  - 第5回 池袋みらい国際映画祭 ノミネート [26]
    - 受賞者インタビューに参加。

  - 「carpe diem 〜櫻井保幸短編映画特集上映〜」にて上映。[27]
    - 舞台挨拶に登壇した。
- あ・く・あ〜ふたりだけの部屋〜（2021年5月29日） - 茂森叶美 役[28]
- Shall we love you?（2022年4月）[29][30]
  - 札幌国際短編映画祭ジャパンパノラマ部門　選出[31]
  - 第18回大阪アジアン映画祭 インディ・フォーラム部門 選出[32]
- cord（2021年）
  - ゆうばり国際ファンタスティック映画祭　短編部門　入選[33]
  - 福岡インディペンデント映画祭　優秀作品　選出[34]
  - 神戸インディペンデント映画祭2022 入選[35]
- この恋は終わってる（2022年10月30日）[36]
  - 高円寺フェス2022「C-LINE FILM FESTIVAL」特別招待上映
  - 2022年12月26日、高円寺シアターバッカスで行われた舞台挨拶に登壇
- 女優の卵展（2023年）[37][38]
- 孤独な夜が明けるまで　#01 阿頼耶識（2025年）[39]
  - 森下果音と共演。
- 孤独な夜が明けるまで　#03 激情（2025年）[40]

### 舞台
- 君死にたまふことなかれ（2016年12月7日 - 12日、エアースタジオ） - C班：佐藤あき 役 [41]
- スリーアウト〜プレイボール篇〜（2018年8月22日 - 26日）- 麻里香 役[3][42]
- 朗読劇「Grief～TEGAMI～」 (2019年7月25日 - 28日、アイエス・フィールド)[43][44][45]
  - 26日、27日、28日に出演。
- 放課後戦記2020（2020年11月18日 - 23日、株式会社 TUFF STUFF）- 夏越優樹 役[46][47]
- VR演劇 音楽劇 押絵と旅する男（2021年2月、株式会社 TUFF STUFF）[48]
- KUROGOKU produce vol.７『DOLL』（2021年2月26日〜28日、KUROGOKU）[49]
- CONTE STAGE『防波堤の犬』（2021年3月12日〜14日）[50]
- πTOKYOプロデュース公演 朗読劇『でかける時はいつも』（2021年4月28日～5月2日）[51]
- 舞台　『放課後戦記 ～血塗られた首謀者～』（2021年5月7日～9日）[52]
- EROFISH〜third〜（2022年2月11日、2月18日、πTokyo）[53]
- EROFISH〜fourth〜（2022年5月13日 - 5月27日、πTOKYO）[54]
- ソウサイノチチル（2022年8月30日 - 9月4日、πTOKYO）[55]
- 12人の〇〇な女優たち（2023年4月3日 - 4月9日）[56][57]
- 三ツ星キッチン Original J-Musical『LOVE』（2023年６月14日 - 6月18日）[58][59]

### ナレーション

#### 舞台
- MOBO ハレフェスカルナバル(2022年4月)[60]

### ミュージックビデオ
- 青い金魚 / 波打ち際の女の子[61]
- ウィアグリーバー！ / We are gleeber[62]

### モデル
- blue blue / story.1 『ただ空を見たかったから。』（2020年2月22日）[63]

### CM、プロモーション
- ビデオチャットアプリ Azar (アザール) Web CM (2019年4月28日, Hyperconnect) - モモコ 役 [64][65][66]
- 新築分譲マンション「プラウド」スペシャルムービー「僕は、ずっと君の隣にはいられない。」（2022年4月27日, 野村不動産） - 幼稚園の先生役[67]
- 幕張新都心まちづくりPR映像「消えた幕張新都心の謎を追え」（2023年3月22日）- 立原梢 役[68]

### 配信
- ニコニコ生放送 「酔いどれ女子会～酔わなきゃ××できません♡～」7月公開生放送[69][70]

### イベント
- 緊急開催!若手女優達が阿佐ヶ谷ロフト A を救済するためにしゃべっ たり、謎解きするイベント ~だってタイトルうかばなかったんだもん!~（2021年3月21日） [71]
- まほとさやの部屋〜まほ お誕生日会〜（2022年6月11日）[72]
- 今城といっしょ〜真夏のBBQ編〜（2022年8月6日）[73]

## 作品

### イラスト
- Orihusay アルバム「LOST WORLD」ジャケットイラスト（2021年）[74][75]

### カバーソング
- スーパーヒーロー（2020年6月25日）
- イエスマン（2020年7月15日）
- 走れ（2020年8月1日）
- 紗麻（2020年8月15日）
- 踊れオーケストラ（2020年9月1日）
- クワガタにチョップしたらタイムスリップした（2020年9月16日）
- KING（2020年10月1日）
- harmonized finale（2020年10月15日）
- シャングリラ（2020年11月1日）
- ヒロイン（2020年11月15日）
- 気まぐれロマンティック（2020年12月1日）
- アイーダアイダ（2020年12月7日）
- again（2020年12月15日）
- DANZEN！ふたりはプリキュア（2021年1月15日）
- アゲハ蝶（2021年2月1日）
- StaRt（2021年3月1日）
- キャットフード（2021年4月15日）
- 星命学（2021年5月1日）
- 名前を呼ぶよ（2021年9月4日）
- phony（2022年3月10日）
- 神っぽいな（2022年5月3日）
- キャッチーを科学する（2022年7月3日）
- ロメオ（2022年8月22日）
- こんがらがった！（2023年3月1日）
- 部屋とYシャツと私（2023年3月16日）
- KICK BACK（2023年3月29日）